# Jewgeni Jurjewitsch Stawer
Jewgeni Jurjewitsch Stawer (russisch Евгений Юрьевич Ставер; * 16. Februar 1998 in Irkutsk) ist ein russischer Fußballtorwart.

## Karriere
Stawer begann seine Karriere bei Senit Irkutsk. Im Januar 2014 wechselte er innerhalb der Stadt zum FK Baikal Irkutsk. Im März 2016 stand er erstmals im Profikader des Zweitligisten, kam aber nicht zum Einsatz. Baikal stieg aus der Perwenstwo FNL ab. Im Januar 2017 wechselte er zu FK Witjas Podolsk, zur Saison 2017/18 schloss er sich der U-19 des FK Sibir Nowosibirsk an. Ab der Saison 2018/19 spielte er für die Reserve Sibirs in der Perwenstwo PFL, in der er viermal auflief. Zudem stand er zweimal im Profikader des Zweitligisten, der sich aber nach Saisonende auflöste.
Zur Saison 2019/20 wechselte Stawer anschließend zum Nachfolgeverein FK Nowosibirsk, der in die dritte Liga eingegliedert wurde. In der Saison 2019/20 spielte er zehnmal in der PFL, ehe sie COVID-bedingt abgebrochen wurde. In der Saison 2020/21 hütete er sechsmal das Tor. Zur Saison 2021/22 wechselte er zum Zweitligisten FK Olimp-Dolgoprudny. Im August 2021 gab er anschließend sein Debüt in der Perwenstwo FNL. Bis zur Winterpause kam er zu 19 Zweitligaeinsätzen für Dolgoprudny. Im Februar 2022 kehrte er leihweise zu Drittligist Nowosibirsk zurück. Bis Saisonende absolvierte er acht Drittligaspiele.
Zur Saison 2022/23 kehrte Stawer nicht mehr zu Olimp zurück, das sich in der Zwischenzeit aufgelöst hatte. Daraufhin schloss er sich dem Zweitligisten FK Jenissei Krasnojarsk an. In seiner ersten Spielzeit in Krasnojarsk kam er zu 13 Einsätzen in der FNL. In der Saison 2023/24 absolvierte er 29 Zweitligaspiele. Zur Saison 2024/25 wechselte er zum Erstligisten Rubin Kasan. Sein Debüt in der Premjer-Liga gab er im August 2024 gegen den FK Chimki.